# Fischingen, Lörrach
Fischingen là một thị xã trong huyện Lörrach bang Baden-Württemberg thuộc nước Đức. Đô thị Fischingen, Lörrach có diện tích 1,89 km².